# 畝観音免古墳群
畝観音免古墳群（うねかんのんめんこふんぐん）は、広島県安芸郡海田町畝にある古墳群。2基が海田町指定史跡に指定されている。

## 概要
広島県西部、広島湾沿岸部の日浦山南側の丘陵端斜面に築造された古墳群である。3基の古墳で構成されたが、現在は2基が遺存する（1・2号墳が現存、3号墳は滅失）。
1号墳・2号墳の2基はいずれも円墳で、埋葬施設を横穴式石室とする。築造時期は古墳時代終末期の7世紀前半-中葉頃と推定される。広島湾沿岸部では最大規模の石室であり、新宮古墳（広島市安芸区船越）とともに内海の海運を管理・掌握した首長像が想定され、当時の政治情勢を考察するうえで重要視される古墳群である。
1号墳・2号墳の古墳域は1978年（昭和53年）に海田町指定史跡に指定されている。現在は観音免公園内で保存されている。

## 一覧

### 1号墳
畝観音免1号墳は、円墳。現在までに墳丘・石室上半が破壊されている。
埋葬施設は両袖式の横穴式石室で、南方向に開口する。石室の規模は次の通り。
- 玄室：長さ5.8メートル、幅1.87-2.1メートル、高さ2.1-2.3メートル
- 羨道：現存長さ2.3メートル、幅1.7メートル

石室の床面は花崗岩風化土を基盤とし、玄室奥側では敷石を施す。石室内からは鉄釘（木棺の釘か）・須恵器・土師器が検出されている。
築造時期は、古墳時代終末期の7世紀前半-中葉頃と推定される。

石室俯瞰図
石室展開図
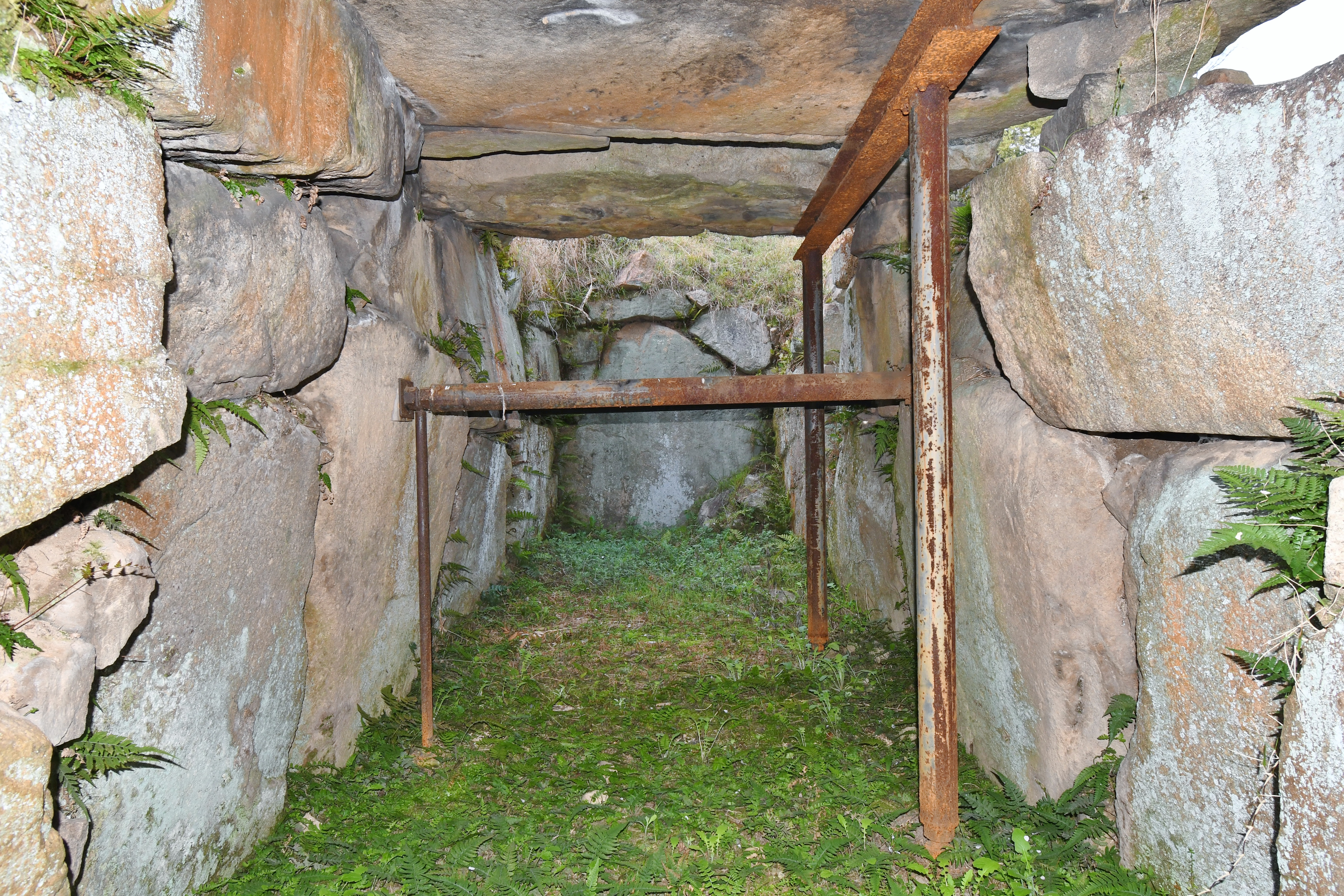
玄室（奥壁方向）
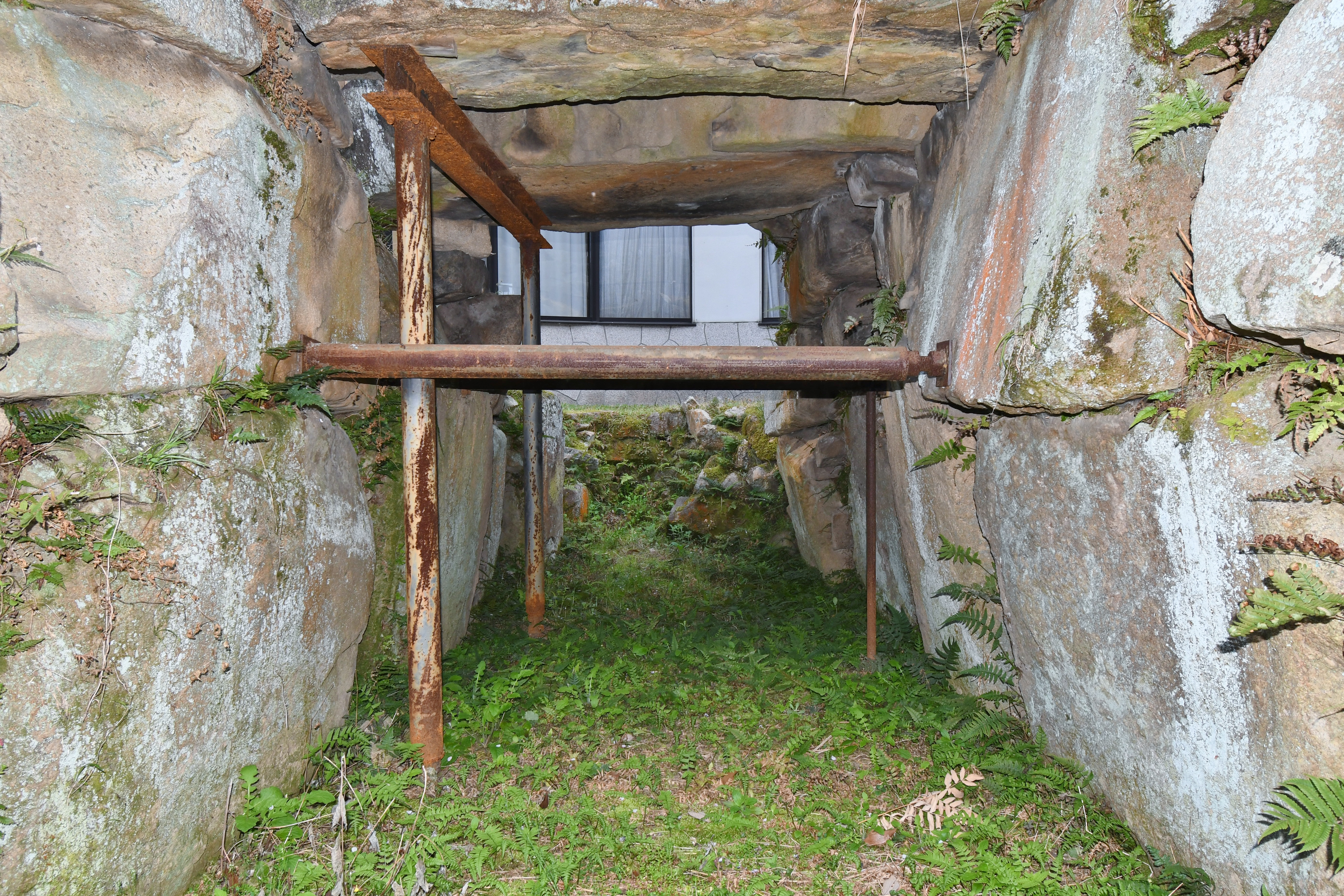
玄室（開口部方向）
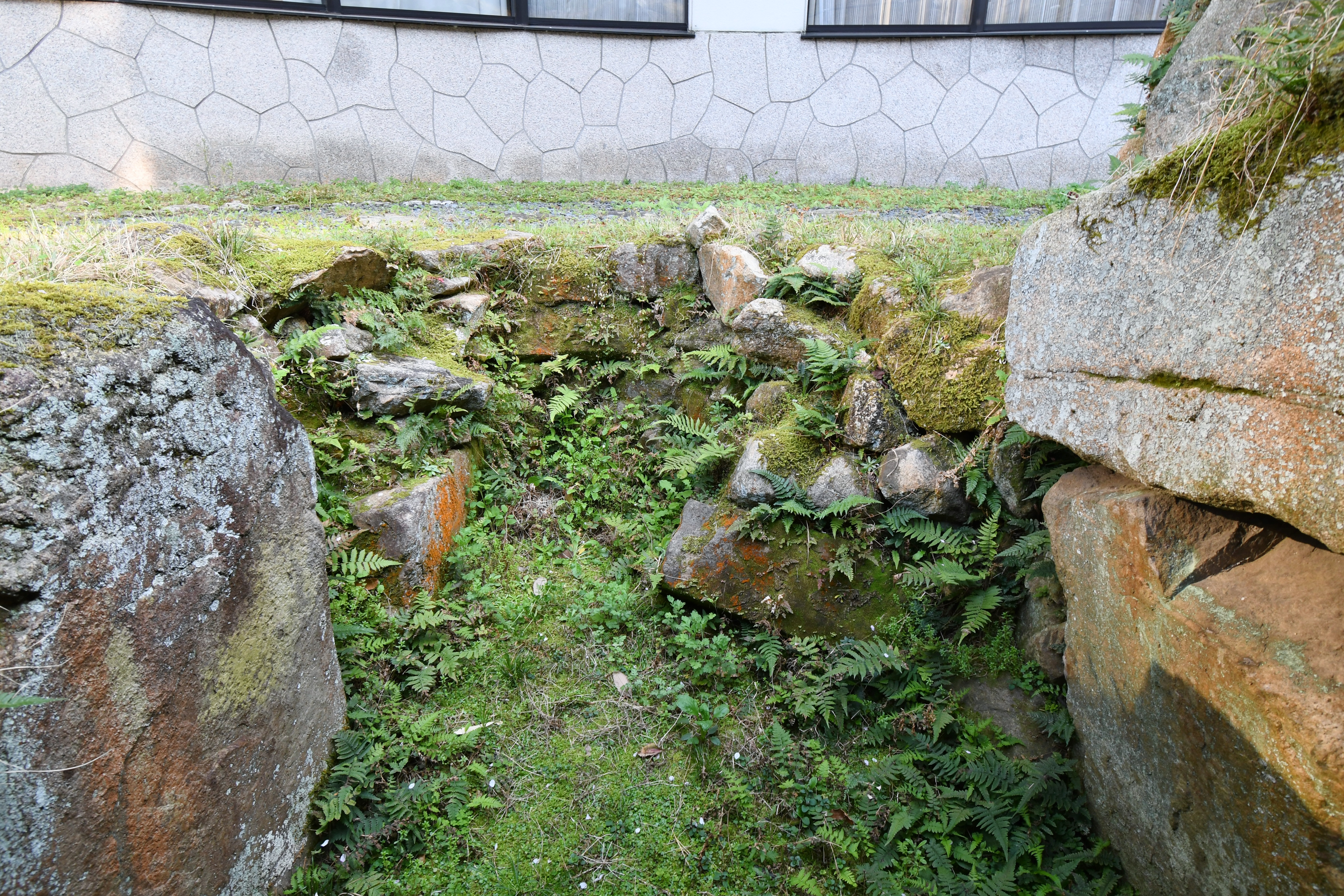
開口部の閉塞石
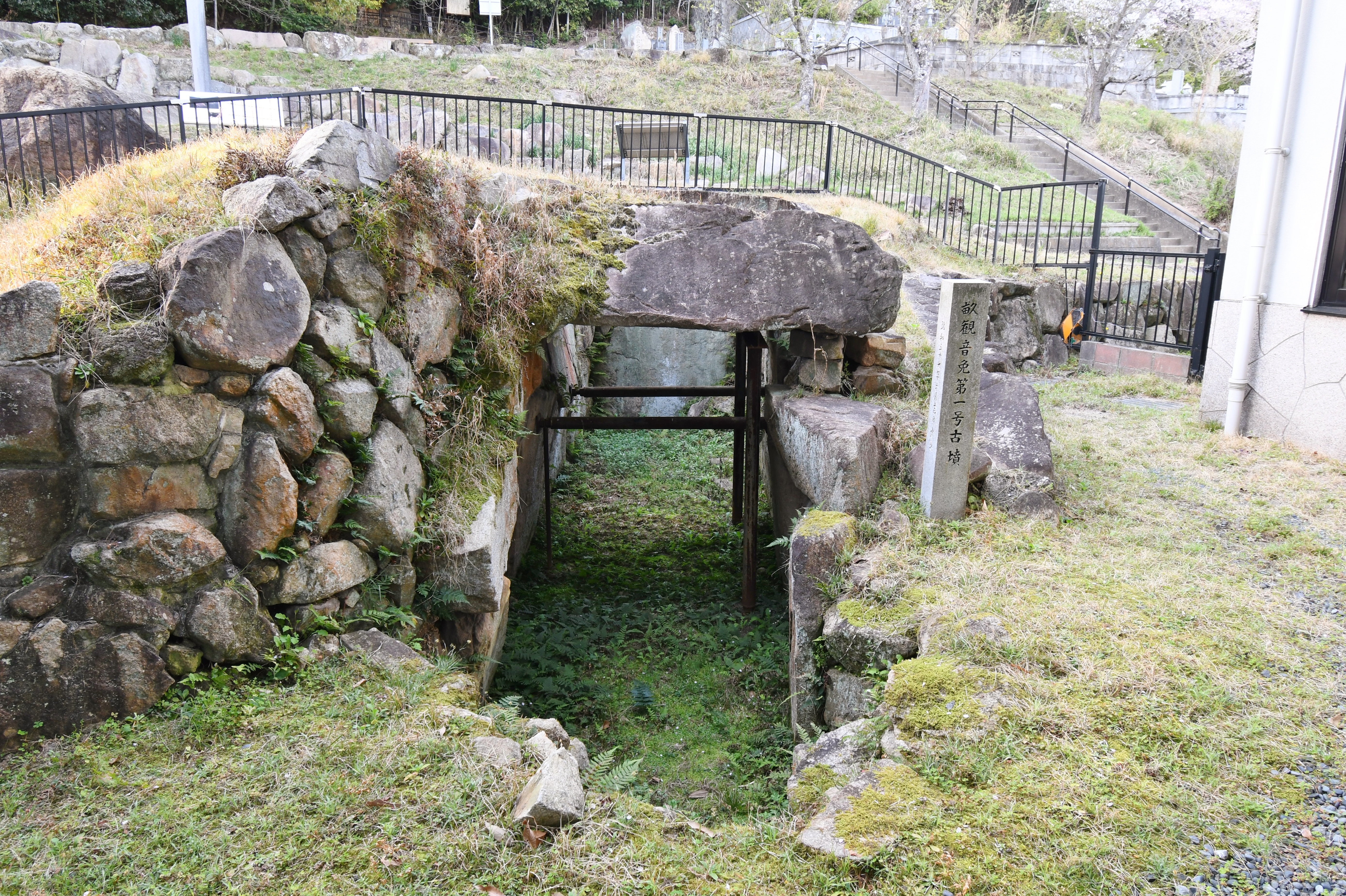
開口部
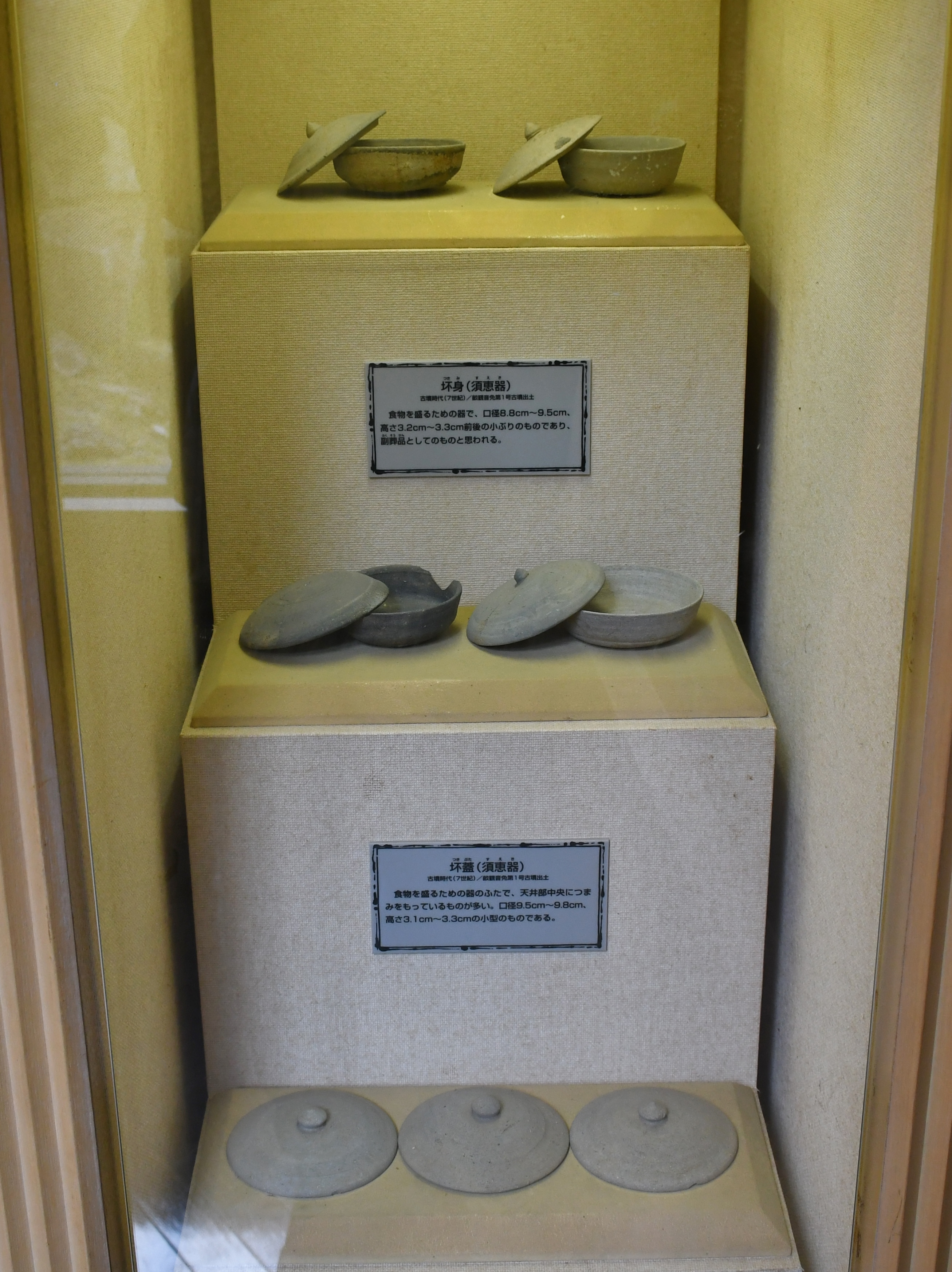
須恵器 坏蓋・杯身 海田町ふるさと館展示（他画像も同様）。
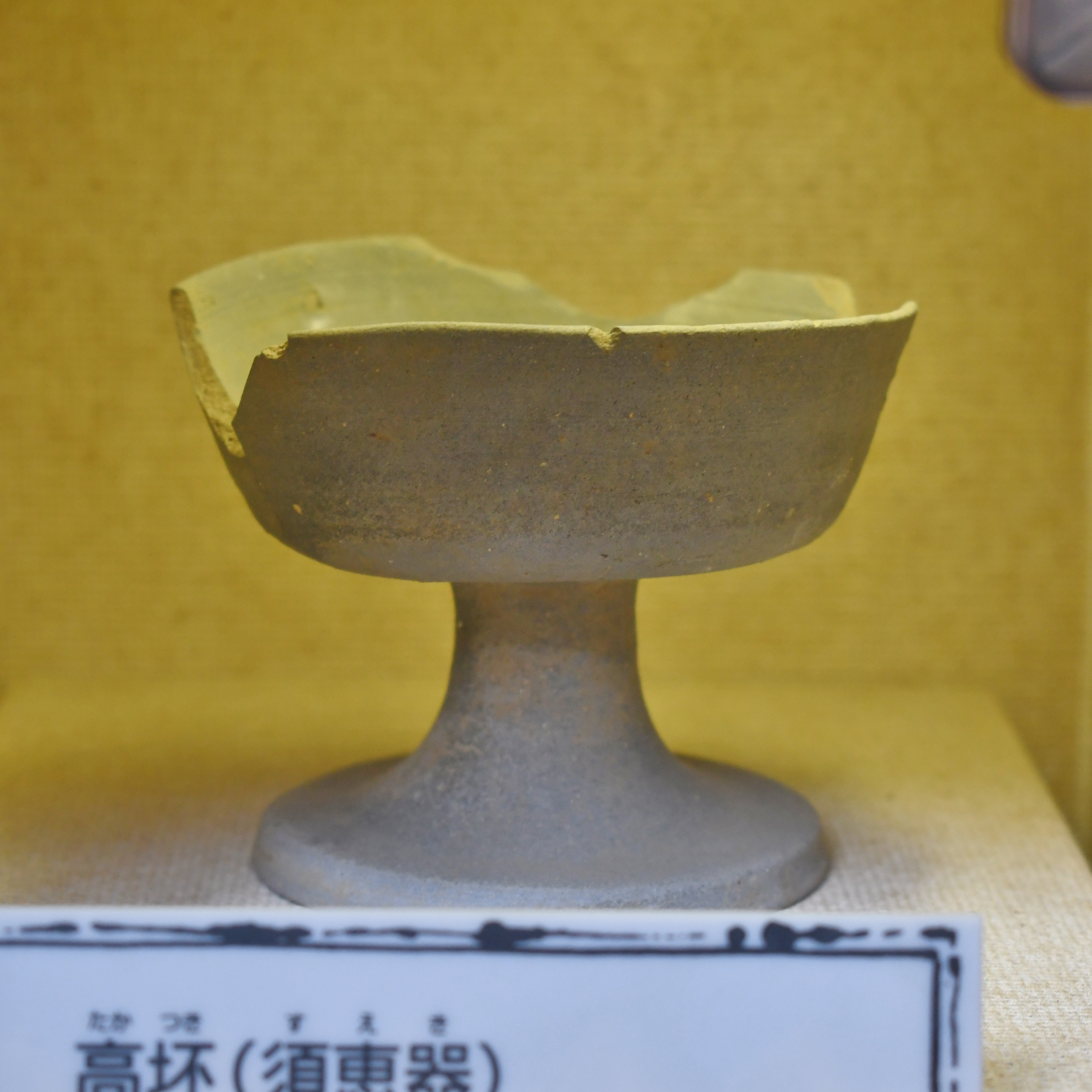
須恵器 高坏
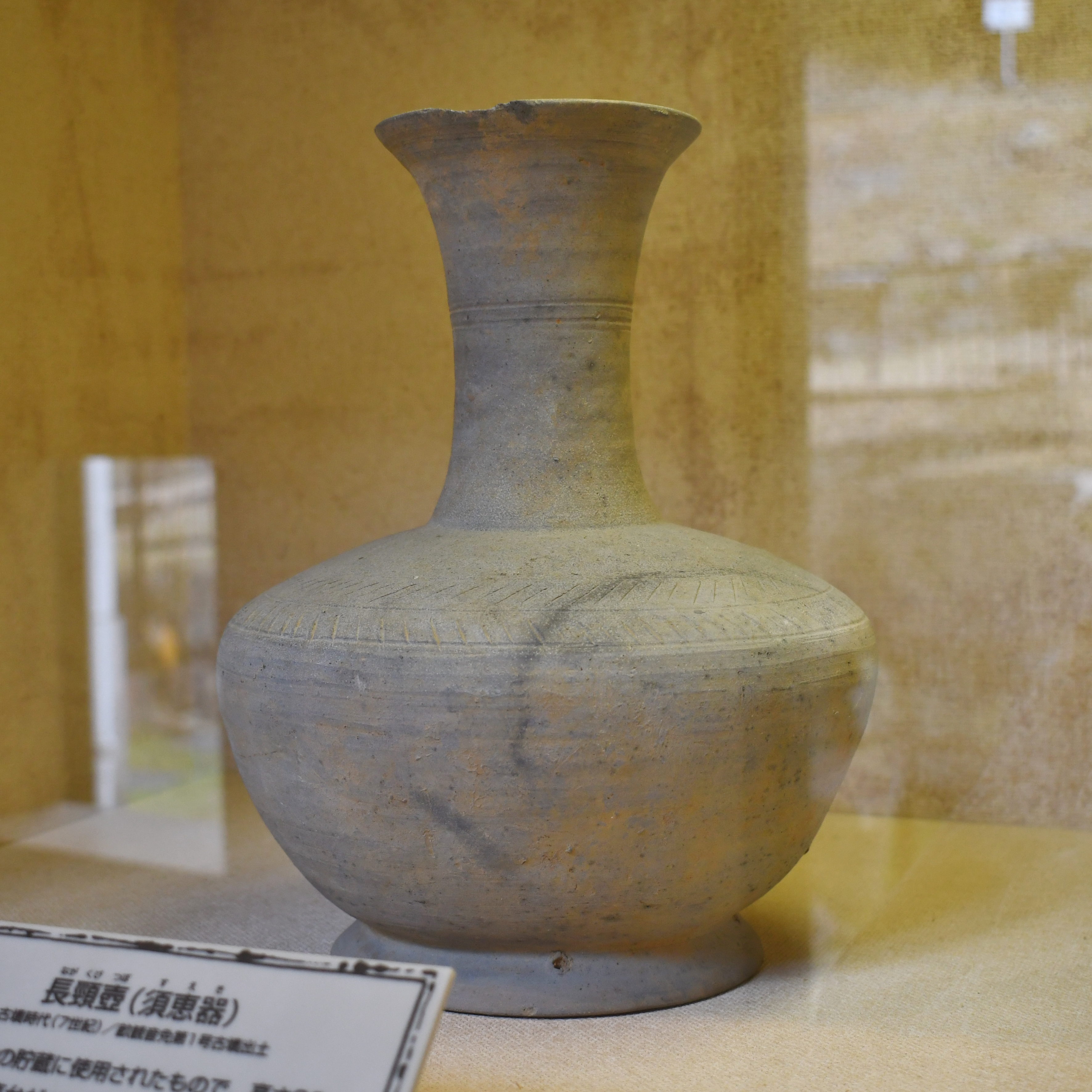
須恵器 長頸壺
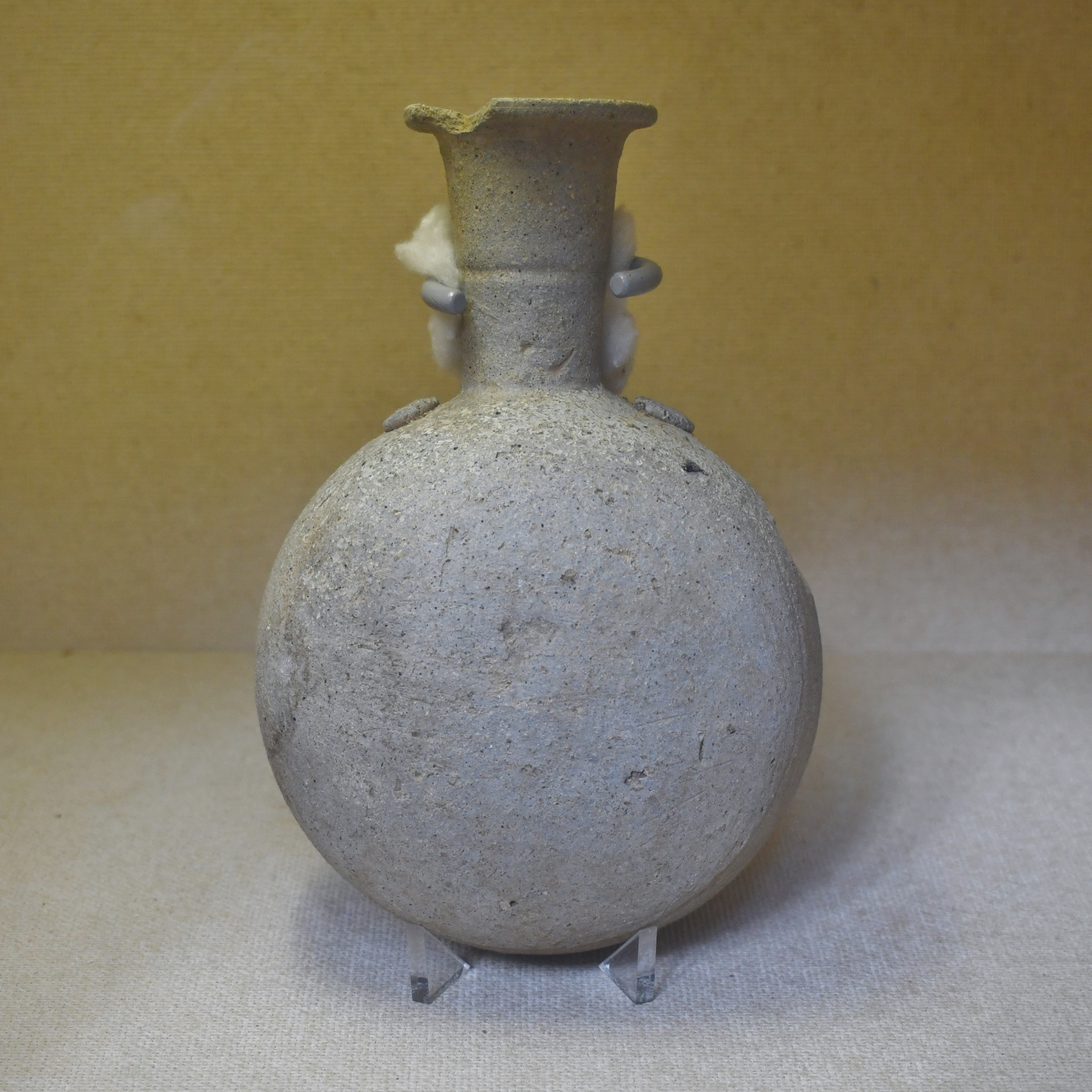
須恵器 提瓶
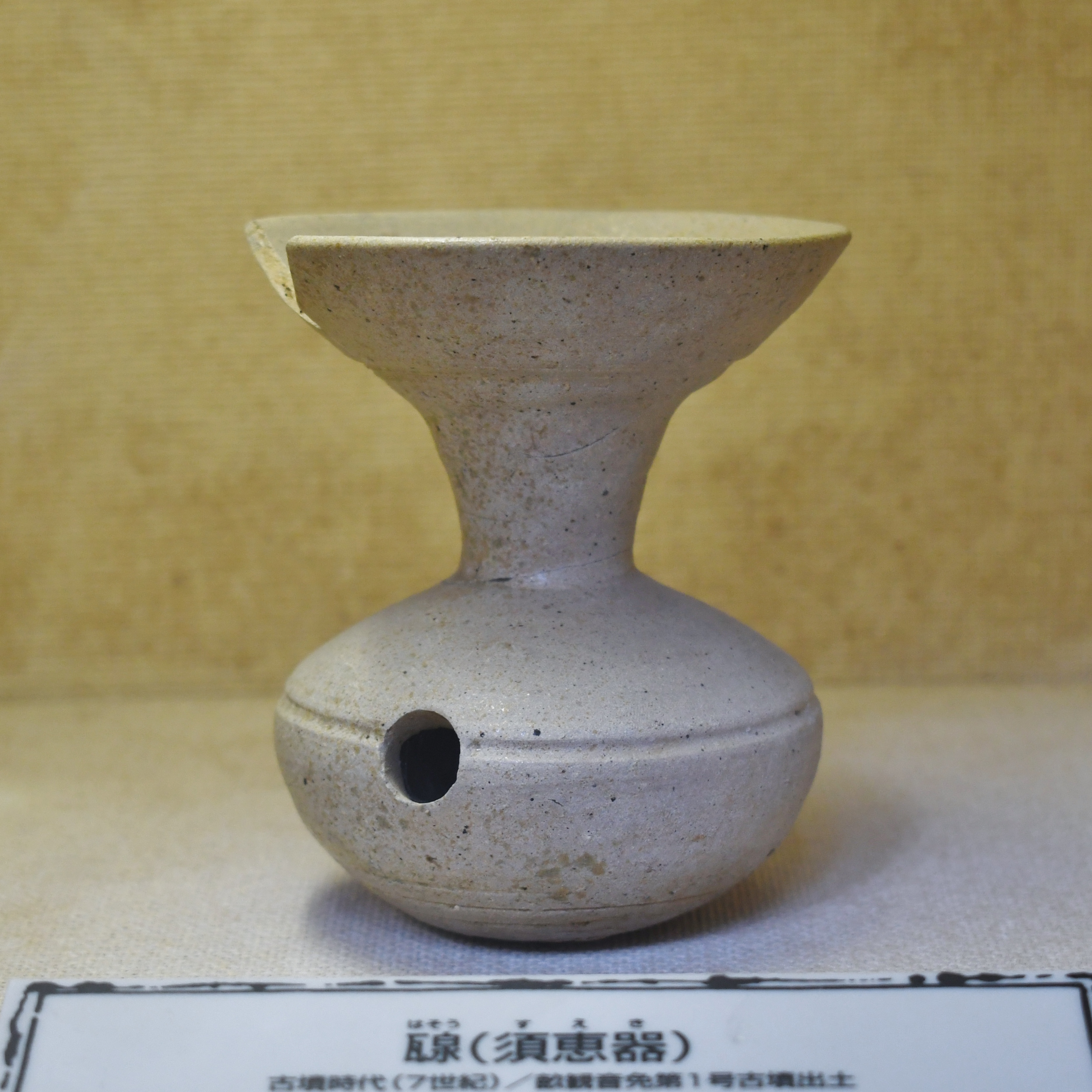
須恵器 𤭯
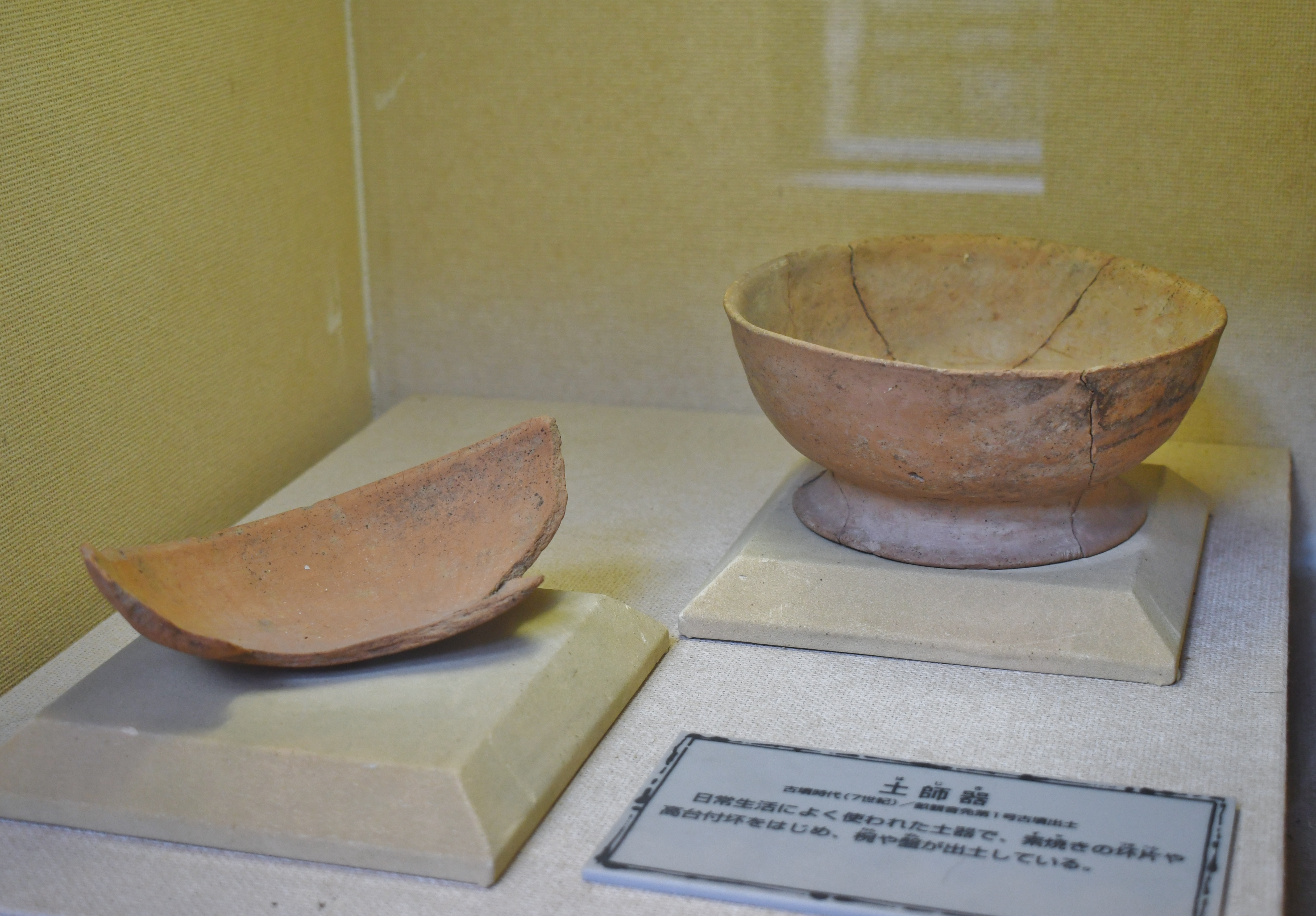
土師器
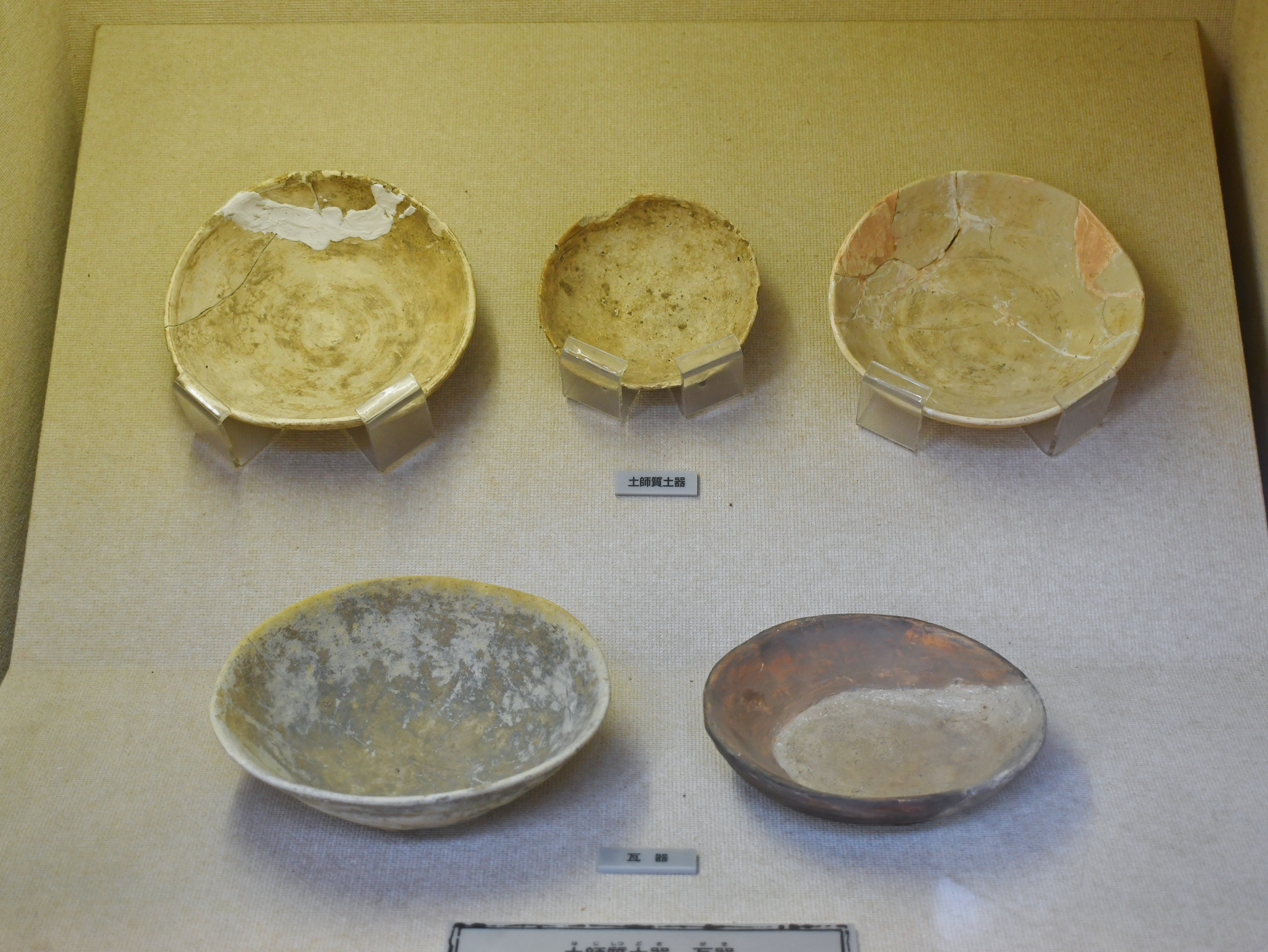
土師質土器・瓦器

### 2号墳

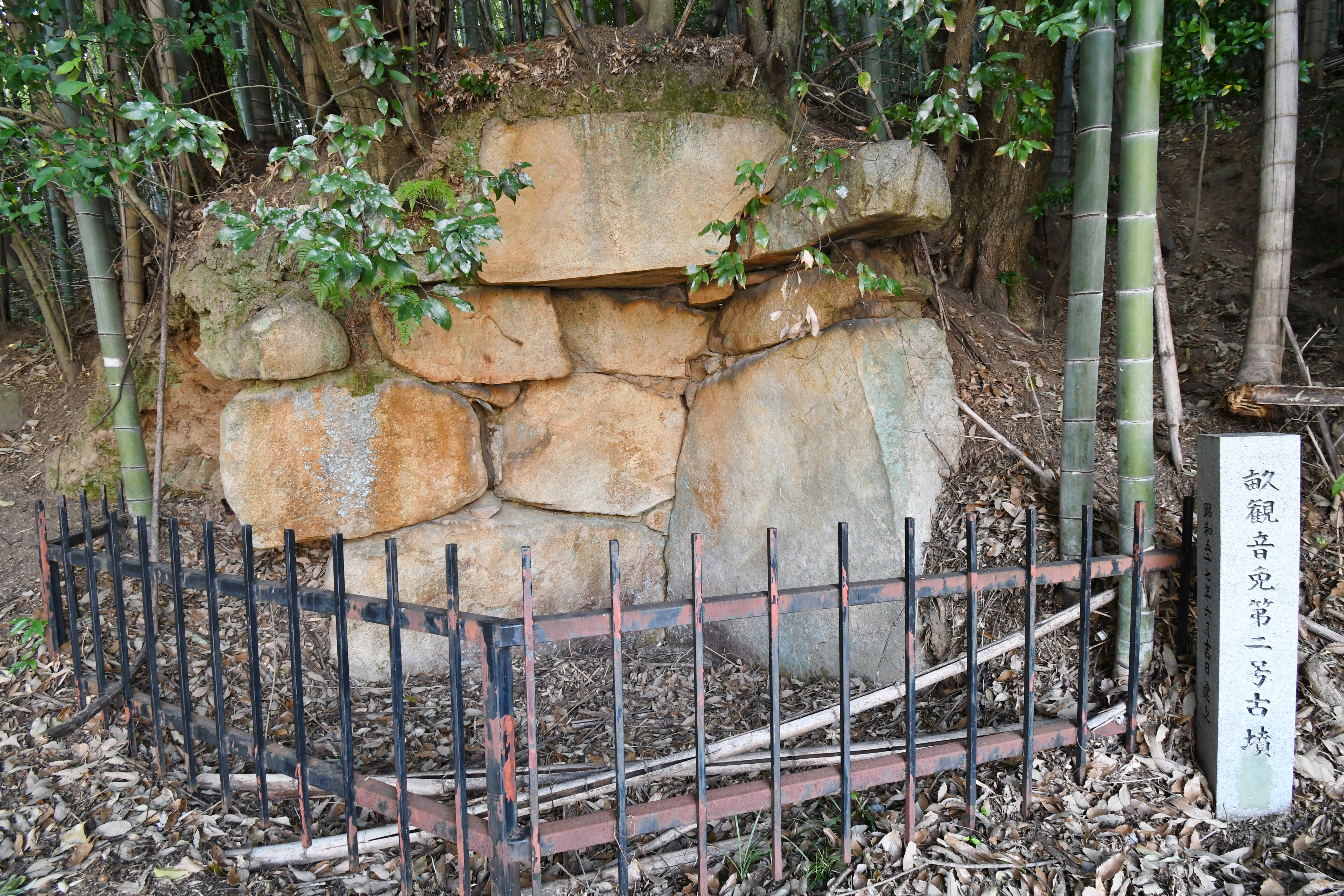
2号墳 石室残存部正面に側壁、右に奥壁。

畝観音免2号墳は、円墳と推定される。現在までに大きく破壊されている。
埋葬施設は横穴式石室で、南方向に開口する。現在は石室の奥壁付近のみが残り、長さ2.3メートル・幅2.0メートル・高さ2.3メートルを測る。側壁には持ち送りが認められるほか、床面には敷石が、床面中央部には幅30センチメートル・深さ10センチメートルの排水溝が設置されている。石室内からは鉄釘（木棺の釘か）・鉄鏃・須恵器等が検出されている。
築造時期は、1号墳と同時期の古墳時代終末期の7世紀前半-中葉頃と推定される。

## 文化財

### 海田町指定文化財
- 史跡
  - 畝観音免第一号古墳 - 1978年（昭和53年）7月12日指定[3]。
  - 畝観音免第二号古墳 - 1978年（昭和53年）7月12日指定。

### 関連文化財

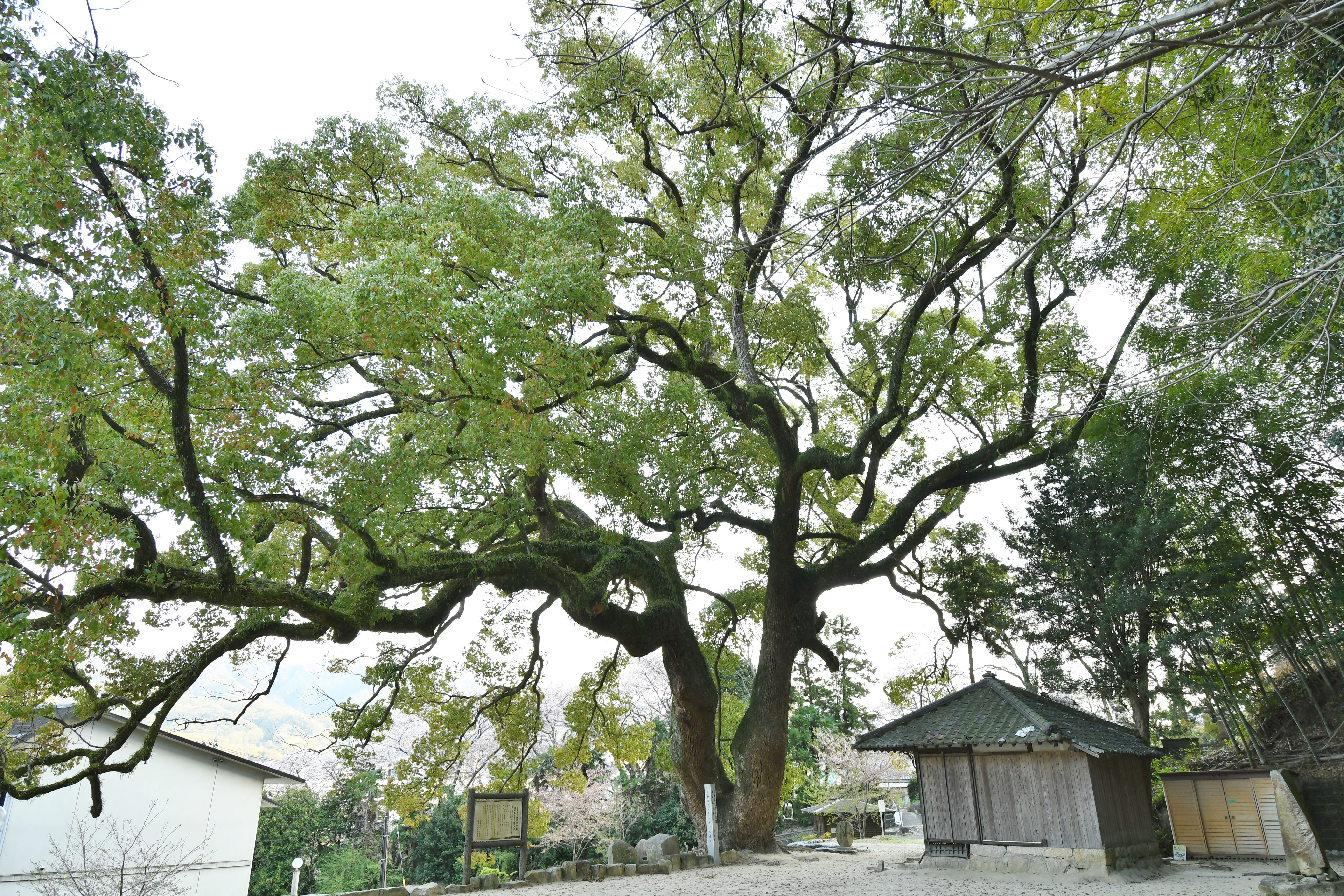
海田観音免のクスノキ
（広島県指定天然記念物）

- 海田観音免のクスノキ - 広島県指定天然記念物。観音免公園内に生育するクスノキの巨木。1975年（昭和50年）4月8日指定[6]。

## 関連施設
- 海田町ふるさと館（海田町畝） - 畝観音免古墳群に隣接。1号墳の出土品を保管・展示。

## 関連文献
（記事執筆に使用していない関連文献）
- 河瀬正利 編『畝観音免古墳群 -広島県安芸郡海田町所在-』広島県安芸郡海田町教育委員会、1979年。
- 『海田町史』 資料編、広島県安芸郡海田町、1981年。
- 脇坂光彦「広島湾周辺の横穴式石室と安芸国の成立」『考古論集 -河瀬正利先生退官記念論文集-』河瀬正利先生退官記念事業会、2004年。